# انعطاف لغوي

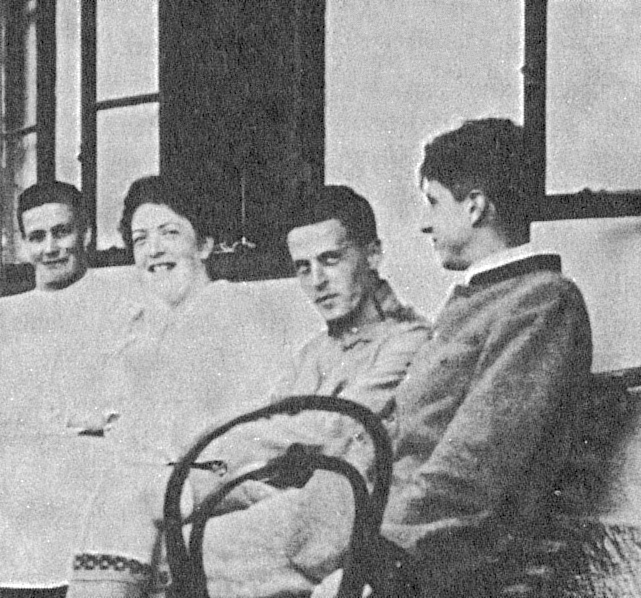

يعتبر الانعطاف اللغوي تطورًا كبيرًا في الفلسفة الغربية خلال القرن العشرين، ومن أهم سماته التركيز على الفلسفة وغيرها من العلوم الإنسانية وعلى العلاقة بين الفلسفة واللغة في المقام الأول.
نشأت العديد من الحركات الفكرية المختلفة المرتبطة «بالانعطاف اللغوي»، وعلى الرغم من الاعتقاد السائد بأن هذا المصطلح نشره ريتشارد رورتي في المقتطفات التي كتبها في عام 1967 عن الانعطاف اللغوي, والذي يعني الانعطاف باتجاه الفلسفة اللغوية. ويقول روتري، الذي انفصل عن الفلسفة اللغوية فيما بعد بصفة عامة، أن عبارة «الانعطاف اللغوي» نشأت على يد الفيلسوف غوستاف برغمان.

## حول الانعطاف اللغوي
يرى مايكل دوميت أنه وفقًا للتقليد المتبع في الفلسفة التحليلية تبلور شكل الحركات اللغوية في البداية في كتاب «الأسس الحسابية» The Foundations on Arithmetic للمؤلف جوتلوب فريج الصادر في 1884، خاصة في الفقرة 62 التي استعرض فيها فريج تعريف الاقتراح العددي. وهذا القلق حيال الاقتراحات المنطقية وعلاقتها «بالحقائق» تناوله فيما بعد الفيلسوف المحلل البارز بيرتراند راسل في كتابه «حول الدلائل» (On Denoting), ولعب دورًا له وزنه في باكورة أعماله المذهب الذري المنطقي (Logical Atomism).
وكان العالم لودفيج فيتجنشتاين، زميل راسل أحد المؤسسين لمفهوم الانعطاف اللغوي. وينبثق ذلك عن الأفكار القائلة بأن المشكلات الفلسفية تنشأ عن سوء فهم منطق اللغة، وذلك في أعماله المبكرة وكانت له ملاحظات على الألعاب اللغوية. ويبتعد عمله التالي بصورة كبيرة عن المبادئ المشتركة للفلسفة التحليلية ويمكن النظر إليها على أن لديها بعض الصدى في التقاليد البنيوية.
في سبعينيات القرن العشرين أدركت العلوم الإنسانية أهمية اللغة كعامل تنظيمي. وكانت العلوم الإنسانية حاسمة بالنسبة للانعطاف اللغوي وكان لها تقليد آخر يسمى البنيوية للعالم فرديناند دي سوسير والحركة التالية لما بعد البنيوية. ومن أصحاب النظريات المؤثرين جوديث بتلر ولوس إريغاراي وجوليا كريستيفا وميشيل فوكو وجاك دريدا. وكان هايدن وايت هو من اكتشف قوة اللغة وبالتحديد استعارات بلاغية معينة في الخطاب التاريخي، وقد تم التأكيد على حقيقة أن اللغة ليست وسيطًا لنقل الأفكار في أشكال مختلفة من فلسفات اللغة والتي ظهرت في أعمال يوهان جورج هامان وفيلهلم فون همبولت.
غالبًا ما تؤدي مختلف الحركات إلى فكرة أن اللغة 'تشكل' الواقع وهو ما يعارض الحدس ومعظم التقاليد الغربية في الفلسفة، والرؤية التقليدية (والتي يطلق عليها دريدا الأصل 'الميتافيزيقي' للفكر الغربي) للكلمات على أنها وظيفية مثل التسميات المرتبطة بالمفاهيم. وترى وجهة النظر هذه أن هناك شيءًا يشبه 'الكرسي الحقيقي ', يوجد فيما يشبه الواقع الخارجي الذي يتوافق نسبيًا مع تصور ما في ذهن إنسان يسمى «الكرسي» والتي تشير إليها الكلمة اللغوية «كرسي»، وبالرغم من ذلك فإن مؤسس النظرية البنيوية فرديناند دي سوسير، يعتبر أن تعاريف المفاهيم لا يمكن أن توجد مستقلة عن النظام اللغوي الذي يحدده الاختلاف أو وضعها بطريقة مختلفة، وهذا المفهوم لشيء لا يمكن أن يوجد دون وضع اسم له، وبهذا فإن الاختلافات بين أبنية المعاني يكون لمفهومنا، حيث لا يوجد كرسي حقيقي إلا بقدر ما نتلاعب به من نظم رمزية، حتى أننا لا نستطيع أن ندرك الكرسي على أنه على أنه كرسي دون الاعتراف في الوقت ذاته أن الكرسي ليس أي شيء آخر - بعبارة أخرى - يتحدد الكرسي بأنه مجموعة من الصفات المحددة المعرفة في ذاتها بطرق معينة... وهكذا، ويتم كل هذا في إطار النظام الرمزي للغة. وبالتالي فإن أي شيء نفكر به على أنه 'واقع' فإن هذا في الواقع حوار حول تحديد التسمية والخصائص وهذا اصطلاح في ذاته يُطلق عليه 'اللغة'، وفي الواقع أي شيء لا تتضمنه اللغة يُعرف بأنه غير متصور (ليس له اسم أو معنى) وبالتالي لا يمكن الدخول إليه أو أن يدخل إلى الواقع الإنساني على الأقل ليس بدون ضبطه والتعبير عنه باللغة على الفور.
ويعارض هذا التفسير مفهوم مدرسة الواقعية الفلسفية، التي تقول بأنه يمكن معرفة العالم كما هو في الواقع، فيما يشبه الفكرة التي اقترحها من قبل الفيلسوف هنري بابكوك فيتش.

## كتابات أخرى
- Richard Rorty (ed.), 1967. The Linguistic Turn: Recent Essays in Philosophical Method. The University of Chicago Press, Chicago and London.

- Rorty, Richard. 'Wittgenstein, Heidegger, and the Reification of Language.' Essays on Heidegger and Others. Cambridge: Cambridge University Press, 1991.
- Elizabeth A. Clark (2004), History, Theory, Text: Historians and the Linguistic Turn, Harvard University Press, Cambridge, MA.
- John E. Toews (1987), "Intellectual History after the Linguistic Turn: The Autonomy of Meaning and the Irreducibility of Experience", The American Historical Review 92/4, 879–907.
- Hayden White (1973), Metahistory: The Historical Imagination in Nineteenth-Century Europe, Johns Hopkins University Press, Baltimore, MD.

## وصلات خارجية
- انعطاف لغوي على مشروع الدليل المفتوح